# Noboribetsu
Noboribetsu (japanska: 登別市?, Noboribetsu-shi) är en stad i Hokkaidō prefektur i Japan. Staden fick stadsrättigheter 1970.
Strax utanför Noboribetsus stadskärna finns Hokkaidos mest kända onsen (kurort med heta källor).